# Герасимовка (Свердловская область)
Гера́симовка — деревня в Тавдинском городском округе Свердловской области. В этой деревне жил пионер Павлик Морозов.

## Население
| 2002 | 2010 | 2021 |
| ---- | ---- | ---- |
| 414  | ↘288 | ↘201 |

Структура
По данным переписи 2002 года национальный состав следующий: русские — 95 %. По данным переписи 2010 года в деревне было: мужчин — 137, женщин — 151.

## Инфраструктура
В деревне работает дом культуры, есть двухэтажная благоустроенная школа, рассчитанная на сто учеников. Учебное заведение оборудовано компьютерным классом, столовой, спортзалом для занятий физкультурой. Ученики с пятого по девятый класс с 2010 года ездят на автобусе за 21 километр в соседнее село Городище. Начальные классы учатся в Герасимовке.
Вся деревня расположена на двух улицах: Павлика Морозова и Мира.

## Достопримечательности
- Памятник Павлику Морозову (в центре села).
- Памятники Павлу и Фёдору Морозовым на месте их убийства недалеко от села.